# Чорноземненська сільська рада (Якимівський район)
| Чорноземненська сільська рада — колишній орган місцевого самоврядування у Якимівському районі Запорізької області з адміністративним центром у с. Чорноземне. Сільській раді підпорядковані населені пункти: - с. Чорноземне - с. В'язівка - с. Петрівка - с. Шевченка |

## Склад ради
Рада складається з 16 депутатів та голови.

### Керівний склад ради
| ПІБ                     | Основні відомості                                                         | Дата обрання | Дата звільнення |
| ----------------------- | ------------------------------------------------------------------------- | ------------ | --------------- |
| Щусь Сергій Вікторович  | Сільський голова, 1958 року народження, освіта вища, безпартійний         | 26.03.2006   | 31.10.2010      |
| Щусь Сергій Вікторович  | Сільський голова, 1958 року народження, освіта вища, член Партії регіонів | 31.10.2010   |                 |
| Ягнич Андрій Михайлович | Сільський голова, 1975 року народження, середня освіта, позапартійний     | 25.10.2015   |                 |

Примітка: таблиця складена за даними джерела